# Музичка школа Суботица
Музичка школа у Суботици је најстарија музичка образовна установа у Србији, основана 1868. године, када је имала само три одсека одсек виолине, виолончела и соло певања. Чланица је Заједнице музичких и балетских школа Србије, као и Европске уније музичких школа (EMU).

## Историјат школе
По оснивању школовање је трајало четири године, а ученици су уписивани када су напунили 9 година. Настава је у том периоду извођена у згради Гимназије, чији директор је водио и музичку школу. Захваљујући ангажовању тадашњег управника Ференца Гала у Музичкој школи је отворен 1896. године клавирски одсек. Током времена у школи је уведен теоретски одсек, а школовање у нижој школи је од тада трајало три године, а у средњој четири године. У то време руковођењем школом Ерне Лањи је упоредо водио хор и оркестар у цркви Свете Терезије Авилске, а организовао је и први концерт Симфонијског оркестра у граду и тако поставио темеље Суботичке филхармоније. 
У периоду између два светска рата, у суботичкој музичкој школи су образовање започели многи, касније истакнути уметници у послератној Југославији, као што су: Александар Сегеди, Иван Пинкава, Људевит Пап, Милан Димитријевић, Ладислав Палфи, Карло Кромбхолц, Кора Патаки, Душан Миладиновић и други.
После завршетка Другог светског рата, након кратког прекида, јануара 1945. године, Музичка школа наставља рад. 

## Школа данас
У Школи се настава одвија на основном и средњем нивоу, а похађа је више од 500 основаца и више од 100 средњошколаца. Образовни рад се одвија на српском и мађарском језику, по чему је јединствена у Републици Србији. Настава општеобразовних предмета за средњошколце се одвија у матичној школи.
Ученици који похађају основну музичку школу изучавају један од двадесетак понуђених инструмената, док се образовни процес у средњој школи реализује на шест образовна профила:
- Музички извођач – класична музика,
- музички сарадник – теоретичар,
- музички извођач – традиционална музика,
- музички извођач – џез музика,
- музички извођач – црквена музика и
- дизајнер звука.

Поред наставе инструмената ученици похађају камерну музику, а присутни су и оркестри и хорови у основној и средњој школи. Наступи ученика и наставника су саставни део културног живота града, а успешно сарађујемо са музичким школама из околних места, земље и региона. Ученици наступају солистички, или као чланови камерних састава, хора и оркестара и успешно учествују на Републичком такмичењу и на другим такмичењима у земљи освајајући бројне награде и признања. 
Школа је главни носилац музичког образовања у Суботици и обликовања музичког укуса млађе генерације, а изнедрила је велики број познатих уметника, као и познавалаца и љубитеља музике. Из редова професора и ученика школе састављена је и Суботичка филхармонија.